# Хедан II
Хедан II Младши (на немски: Hedan или Heden II, † ок. 717) е франкски херцог на Племенното херцогство Тюрингия от 689 до 719 г.

## Биография
Хедан е франк, син и наследник на херцог Гозберт (687 – 689) и Гайлана (Geilana) или на Теотбалд и Билихилда. Внук е на Радулф (634 – 642). Неговата резиденция е във Вюрцбург. Майка му Гайлана управлява като херцогиня през 689 г.
Около 700 г. Хедан построява херцогски пфалц с църква във Фулда. При баща му мисионира и умира Свети Килиан († 689). По времето на Хедан II започва мисионирането на тюрингите от Свети Бонифаций († 5 юни 754), който през 742 г. основава диоцезата Ерфурт. На 1 май 704 г. Хедан II издава документ за дарения на епископ Вилиброрд († 7 ноември 739).
Хедан е женен за Теодрада, вероятно дъщеря на Теотбалд (съвладетел на Хедан). Тя е вероятно от франкски или тюрингски произход. С нея той има един син с името Туринг и дъщеря Иммина, която влиза във фамилния манастир Мариенберг.
Хедан II и неговият син Туринг са убити през 717 г. в битката при Винци (717). След неговата смърт херцогството е ликвидирано през 719 г. от Каролингите.